# UNICS Kazan
L'UNICS Kazan és un club professional de basquetbol rus de la ciutat de Kazan, Rússia. La temporada 2019-2020 participa en la VTB United League i en l'Eurocup.

## Història
El club va ser fundat l'any 1991. El 1997 va ascendir a la màxima divisió de la Lliga russa de bàsquet. Els seus primers títols van arribar l'any 2003 amb la copa russa i l'any següent amb la FIBA EuroCup.

## Palmarès
- 1 Copa russa de bàsquet: 2003
- 1 North European Basketball League: 2003
- 1 FIBA EuroCup: 2004

## Jugadors destacats
- Ruslan Avleev (1997-01, 2004-06);
- Petr Samoylenko (1998-07);
- Anton Yudin (1999-03, 2004-06);
- Evgenii Pashutin (2000-02);
- Valentin Kubrakov (2000-02, 2003-04);
- Igor Kudelin (2002-03, 2006-07);
- Sergei Chikalkin (2002-03, 2005-07);
- Andrei Fetisov (2002-03);
- Alexander Miloserdov (2003-05; 2006-07);
- Sergei Toporov (2004-06);
- Vadim Panin (2006-07);
- Dmitriy Sokolov (2006-07);
- Anthony Bonner (2001-02)
- Damir Mršić (2002-03)
- Dickey Simpkins (2002-03)
- Eurelijus Žukauskas (2002-04)
- Kebu Stewart (2002-03)
- Chris Anstey (2003-05)
- Martin Müürsepp (2003-04; 2005-06)
- Saulius Štombergas (2003-04; 2005-07)
- Kaspars Kambala (2004-05)
- Paul Shirley (2004-05)
- Shammond Williams (2004-05)
- Travis Best (2005-06)
- Kšyštof Lavrinovič (2005-07)
- Samaki Walker (2005-06)
- Mateen Cleaves (2006-07)